# Uithuizen
Uithuizen – wieś w Holandii, w prowincji Groningen w gminie Eemsmond, której stanowi siedzibę. Do 1979 roku Uithuizen stanowiło osobną gminę. Po reformie administracyjnej wieś weszła w skład gminy Hefshuizen, a następnie (od 1992) - gminy Eemsmond.